# Douglas Dick
Douglas M. Dick (Charleston, 20 novembre 1920 – Los Angeles, 19 dicembre 2015) è stato un attore statunitense.
Accreditato anche con il nome Douglas M. Dick, per gli schermi cinematografici collezionò 17 partecipazioni dal 1946 al 1966, mentre per il teleschermo diede vita a numerosi personaggi in oltre 50 produzioni dal 1951 al 1971.

## Biografia
Douglas Dick nacque a Charleston, in Virginia Occidentale, il 20 novembre 1920. Iniziò la sua carriera al cinema a metà degli anni quaranta e in televisione agli inizi del decennio successivo. Per la televisione, in particolare, fu accreditato diverse volte per numerose interpretazioni. Come personaggio regolare interpretò Carl Herrick in oltre 30 episodi della serie Waterfront dal 1955. Dick interpretò, nel corso della sua prolifica carriera televisiva, anche molti personaggi non regolari o presenti in un solo episodio, qualche volta diversi ruoli in più episodi per singola serie, come in due episodi di Mike Hammer, due episodi di Rescue 8, due episodi di Avventure in fondo al mare, due episodi di Avventure in paradiso, sette episodi di Perry Mason e due episodi di I nuovi medici.
Recitò inoltre in diverse produzioni per gli schermi cinematografici, nelle quali interpretò ruoli più o meno secondari, come Sam Hazen in The Searching Wind (1946), il capitano Mike Perry in Saigon (1948), Carlo in Casbah (1948), Kenneth, il rivale di David, in Nodo alla gola (1948), Bill Perry in Delitto senza peccato (1949), il maggiore Robinson in Odio (1949), Clint Marshall in Battaglia in Indocina (1952]), Narcisse de Bornay in L'amante di ferro (1952), Bryan Curtis in Sogno di Bohème (1953), Claude St. Germaine in Giocatore d'azzardo (1954), Henry Johnson in Footsteps in the Night (1957), Mel Dobie in Petrolio rosso (1957), Will Howard in Stella di fuoco (1960) e Dysmas, la sua ultima interpretazione per il cinema, nel cortometraggio sulla crocifissione di Gesù, Dawn of Victory (1966).
La sua ultima apparizione per la televisione avvenne nell'episodio Round Trip to Nowhere della serie televisiva Mannix, andato in onda il 2 gennaio 1971, che lo vide nel ruolo di George Hewitt.
Sposò l'attrice Peggy Chantler Dick nel 1963.

## Filmografia

### Attore

#### Cinema
- The Searching Wind, regia di William Dieterle (1946)
- Saigon, regia di Leslie Fenton (1948)
- Casbah, regia di John Berry (1948)
- Nodo alla gola (Rope), regia di Alfred Hitchcock (1948)
- Delitto senza peccato (The Accused), regia di William Dieterle (1949)
- Odio (Home of the Brave), regia di Mark Robson (1949)
- La prova del fuoco (The Red Badge of Courage), regia di John Huston (1951)
- Perdonami se ho peccato (Something to Live For), regia di George Stevens (1952)
- Battaglia in Indocina (A Yank in Indo-China), regia di Wallace Grissell (1952)
- L'amante di ferro (The Iron Mistress), regia di Gordon Douglas (1952)
- Sogno di Bohème (So This Is Love), regia di Gordon Douglas (1953)
- Giocatore d'azzardo (The Gambler from Natchez), regia di Henry Levin (1954)
- Footsteps in the Night, regia di Jean Yarbrough (1957)
- Petrolio rosso (The Oklahoman), regia di Francis D. Lyon (1957)
- Pugni, pupe e pepite (North to Alaska), regia di Henry Hathaway (1960)
- Stella di fuoco (Flaming Star), regia di Don Siegel (1960)
- Dawn of Victory (1966) - cortometraggio

#### Televisione
- Fireside Theatre – serie TV, un episodio (1951)
- Schlitz Playhouse of Stars – serie TV, un episodio (1952)
- Studio One – serie TV, un episodio (1953)
- Armstrong Circle Theatre – serie TV, un episodio (1953)
- Waterfront – serie TV, 36 episodi (1954-1955)
- Four Star Playhouse – serie TV, un episodio (1954)
- Navy Log – serie TV, episodi 1x02-2x33-2x35 (1955-1957)
- The Man Behind the Badge – serie TV, un episodio (1955)
- Screen Directors Playhouse – serie TV, episodio 1x02 (1955)
- TV Reader's Digest – serie TV, episodio 2x05 (1955)
- Studio 57 – serie TV, 2 episodi (1956-1957)
- Le leggendarie imprese di Wyatt Earp (The Life and Legend of Wyatt Earp) – serie TV, 3 episodi (1957-1959)
- Perry Mason – serie TV, 7 episodi (1957-1965)
- The 20th Century-Fox Hour – serie TV, episodio 2x14 (1957)
- The Silent Service – serie TV, un episodio (1957)
- The Millionaire – serie TV, un episodio (1957)
- Lux Video Theatre – serie TV, un episodio (1957)
- The Gray Ghost – serie TV, episodio 1x00 (1957)
- Official Detective – serie TV, un episodio (1957)
- Goodyear Theatre – serie TV, episodio 1x05 (1957)
- Rescue 8 – serie TV, 2 episodi (1958-1960)
- Avventure in fondo al mare (Sea Hunt) – serie TV, 2 episodi (1958-1960)
- Indirizzo permanente (77 Sunset Strip) – serie TV, 4 episodi (1958-1963)
- Avventure in elicottero (Whirlybirds) – serie TV, un episodio (1958)
- Flight – serie TV, episodio 1x06 (1958)
- Richard Diamond (Richard Diamond, Private Detective) – serie TV, un episodio (1958)
- Mike Hammer – serie TV, 2 episodi (1958)
- Bronco – serie TV, episodio 1x08 (1958)
- Avventure in paradiso (Adventures in Paradise) – serie TV, 2 episodi (1959-1961)
- Hawaiian Eye – serie TV, 2 episodi (1959-1963)
- Border Patrol – serie TV, un episodio (1959)
- Markham – serie TV, un episodio (1959)
- World of Giants – serie TV, un episodio (1959)
- Man with a Camera – serie TV, un episodio (1959)
- Lock-Up – serie TV, episodi 1x35-2x28 (1960-1961)
- Alcoa Presents: One Step Beyond – serie TV, un episodio (1960)
- Men Into Space – serie TV, episodio 1x20 (1960)
- This Man Dawson – serie TV, episodio 1x26 (1960)
- Rescue 8 – serie TV, episodio 2x31 (1960)
- The Donna Reed Show – serie TV, un episodio (1961)
- The Case of the Dangerous Robin – serie TV, un episodio (1961)
- The Blue Angels – serie TV, un episodio (1961)
- Everglades – serie TV, episodio 1x06 (1961)
- Surfside 6 – serie TV, episodio 2x38 (1962)
- The Dick Powell Show – serie TV, episodio 1x28 (1962)
- 87ª squadra (87th Precinct) – serie TV, un episodio (1962)
- Il dottor Kildare (Dr. Kildare) – serie TV, un episodio (1962)
- Hazel – serie TV, 2 episodi (1963-1964)
- Ripcord – serie TV, episodio 2x22 (1963)
- The Many Loves of Dobie Gillis – serie TV, un episodio (1963)
- The New Phil Silvers Show – serie TV, un episodio (1963)
- Bonanza - serie TV, episodio 5x17 (1964)
- The Farmer's Daughter – serie TV, un episodio (1965)
- I giorni di Bryan (Run for Your Life) – serie TV, un episodio (1967)
- Organizzazione U.N.C.L.E. (The Man from U.N.C.L.E.) – serie TV, un episodio (1967)
- The Outsider – serie TV, episodio 1x24 (1969)
- I nuovi medici (The Bold Ones: The New Doctors) – serie TV, 2 episodi (1970-1971)
- Mannix – serie TV, un episodio (1971)

### Sceneggiatore
- Strega per amore (I Dream of Jeannie) – serie TV, un episodio (1967)
- The Second Hundred Years – serie TV, 4 episodi (1967-1968)
- Tre nipoti e un maggiordomo (Family Affair) – serie TV, 2 episodi (1968-1969)
- Vita da strega (Bewitched) – serie TV, 4 episodi (1969)